# Euplectes hordeaceus
Euplectes hordeaceus là một loài chim trong họ Ploceidae.
Đây là loài sinh sống định cư ở xứ nhiệt đới châu Phi từ Senegal đến Sudan và phía nam đến Angola, Tanzania, Zimbabwe và Mozambique.
Chúng thường xuất hiện ở xứ mở, đặc biệt ở khu vực cỏ cao và thường gần nước. Chúng xây tổ hình cầu trên cây cỏ cao, mỗi tổ 2-4 trứng.

## Hình ảnh

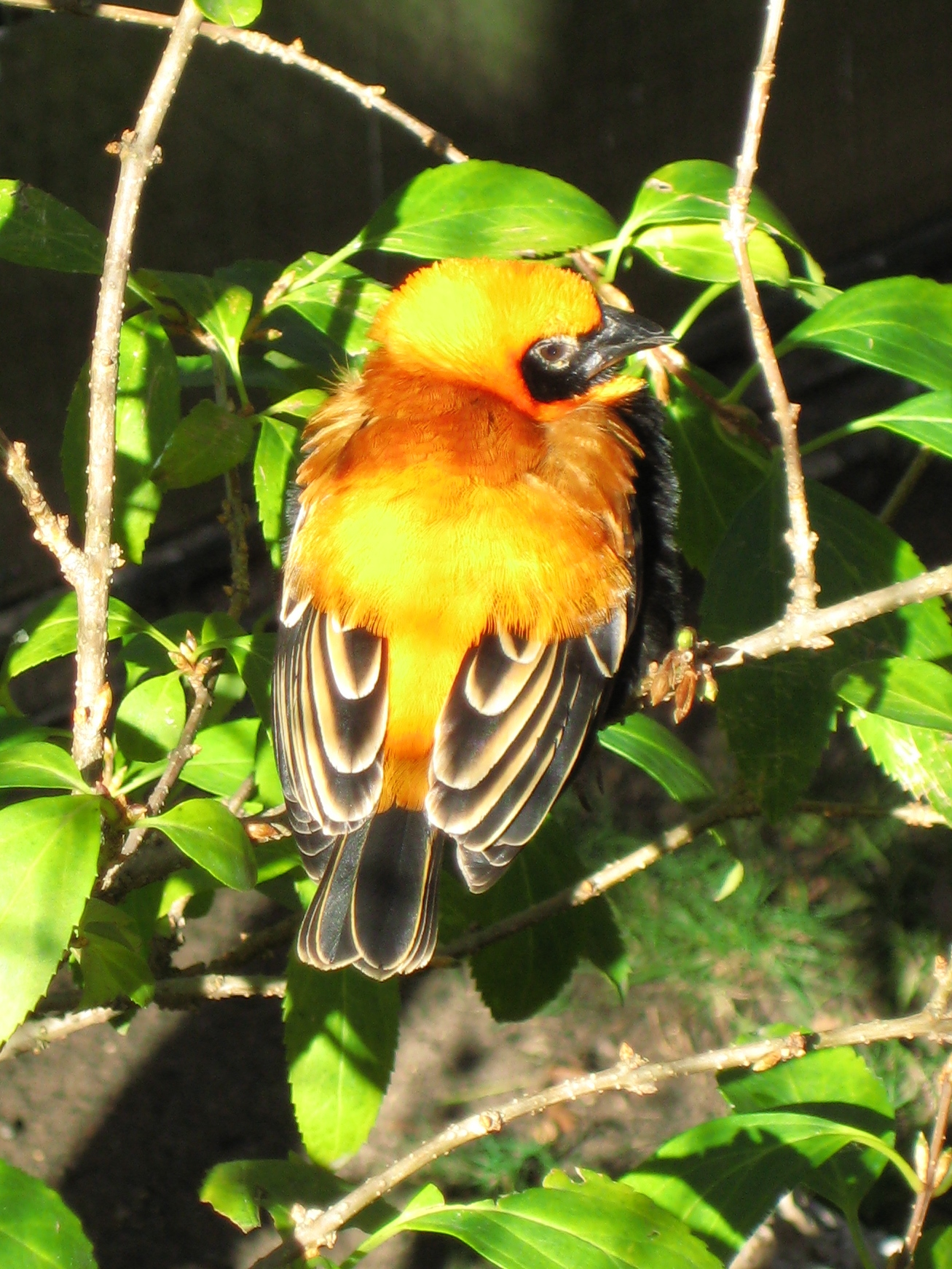
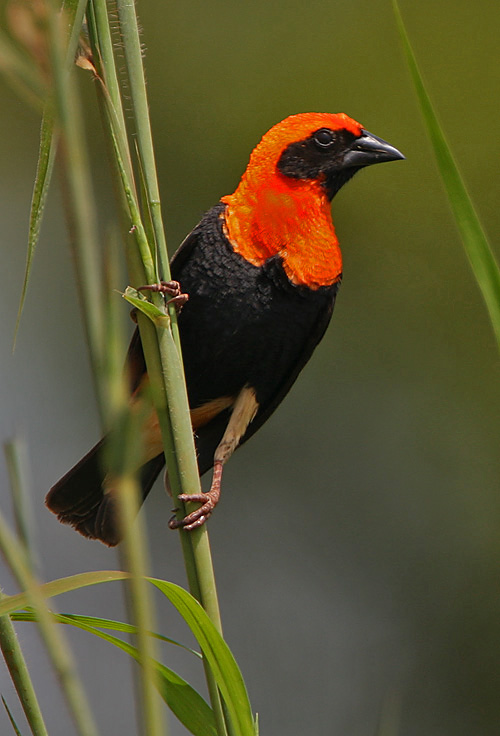